# وسیم هلال
وسیم هلال (انگلیسی: Wassim Helal؛ زادهٔ ۱۶ ژوئیهٔ ۱۹۸۲) بازیکن هندبال اهل تونس است.